# Farvel til dampen
|  | Denne artikel er oprettet af botten Steenthbot ud fra en ekstern database. Den kan derfor have sproglige fejl eller mangler. Denne skabelon kan fjernes efter kontrol af indholdet. |

Farvel til dampen er en dansk oplysningsfilm fra 1968 instrueret af Per Larsen.

## Handling
Beretning om damplokomotivets historie og betydning for det danske samfund. Med en kavalkade af damplokomotiver i Danmark fra 1847 til 1960erne.